# Comuna Greci, Tulcea
Greci este o comună în județul Tulcea, Dobrogea, România, formată numai din satul de reședință cu același nume.

## Localizare geografică
Comuna se află în nord-vestul județului, la poalele Munților Măcinului, satul de reședință aflându-se chiar sub cel mai înalt vârf, Țuțuiatu, de 467 m. Teritoriul comunei se întinde pe 8770 de ha, din care 483 ha intravilan.
Zona depresionară pe care este amplasată comuna este străbătută pe direcția nord-vest—sud-est de pârâul Recea. Prin comună trece șoseaua națională DN22D, care traversează județul de la nird-vest la sud-est, legând Măcinul de Constanța.

## Demografie
Componența etnică a comunei Greci
     Români (90,9%)
     Alte etnii (9,1%)
Componența confesională a comunei Greci
     Ortodocși (89,9%)
     Romano-catolici (1,17%)
     Alte religii (0,34%)
     Necunoscută (8,59%)
Conform recensământului efectuat în 2021, populația comunei Greci se ridică la 4.692 de locuitori, în scădere față de recensământul anterior din 2011, când fuseseră înregistrați 5.117 locuitori. Majoritatea locuitorilor sunt români (90,9%). Din punct de vedere confesional, majoritatea locuitorilor sunt ortodocși (89,9%), cu o minoritate de romano-catolici (1,17%), iar pentru 8,59% nu se cunoaște apartenența confesională.

## Politică și administrație
Comuna Greci este administrată de un primar și un consiliu local compus din 13 consilieri. Primarul, Nicolaie Mocanu[*], de la Partidul Național Liberal, este în funcție din octombrie 2020. Începând cu alegerile locale din 2024, consiliul local are următoarea componență pe partide politice:
|  | Partid                    | Consilieri | Componența Consiliului | Componența Consiliului | Componența Consiliului | Componența Consiliului | Componența Consiliului | Componența Consiliului |
|  | ------------------------- | ---------- | ---------------------- | ---------------------- | ---------------------- | ---------------------- | ---------------------- | ---------------------- |
|  | Partidul Social Democrat  | 6          |                        |                        |                        |                        |                        |                        |
|  | Partidul Național Liberal | 6          |                        |                        |                        |                        |                        |                        |
|  | Cioran Dorina             | 1          |                        |                        |                        |                        |                        |                        |

## Istorie
La sfârșitul secolului al XIX-lea, comuna, alcătuită tot din unicul sat de reședință, făcea parte din plasa Măcin a județului Tulcea, având 1411 locuitori (1169 români, 187 turci și 56 de italieni).

## Turism
Comuna este punctul de plecare pentru mai multe trasee din Munții Măcinului. În nordul comunei este organizat Parcul Național Munții Măcinului, care are centru de vizitare în localitate, unde sunt reprezentate atat ecosistemele si habitatele cat si traseele turistice.
În parc există 6 trasee turistice omologate, inclusiv cel care duce spre vârful Țuțuiatu, și valea Cozluk de 16 km, pe ruta Greci-Cozluk-Valea lui Jug-Groapa de Arama-Valea Plopilor-Greci.